# Čelákovice-Jiřina (železniční zastávka)
Čelákovice– Jiřina je železniční zastávka, která leží na trati 231 (Praha – Lysá nad Labem – Kolín) a nachází se ve městě Čelákovice u osady Jiřina.

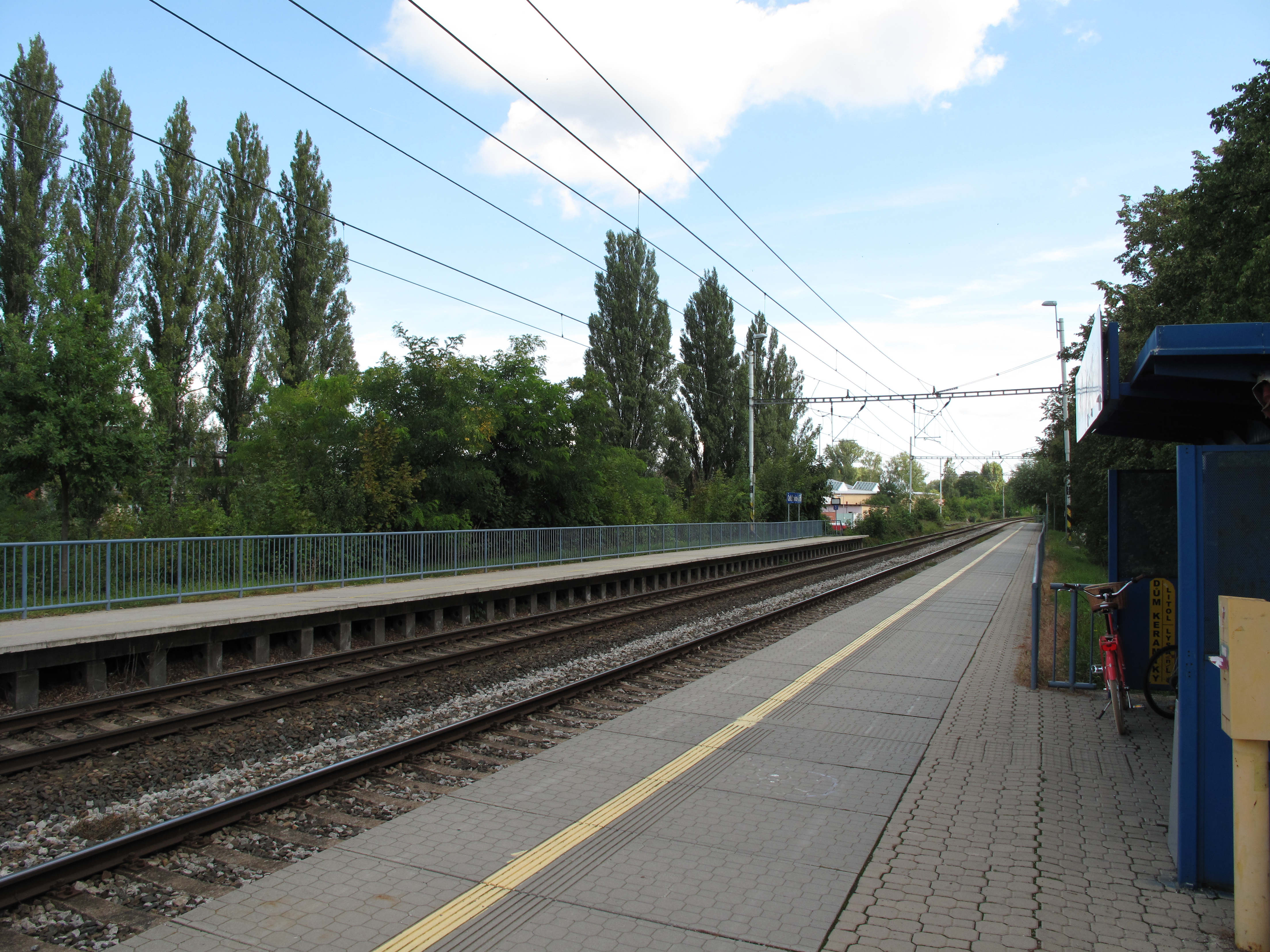
Nástupiště zastávky před rekonstrukcí

## Popis
Zastávka má dvě nástupiště s bezbariérovým přístupem, dva přístřešky sloužící, jako čekárna, dále informační systém ve formě tabulí a staničního rozhlasu. Zastávka byla vybudována v roce 2006, a dne 18. 6. 2007 byla slavnostně otevřena. Celkové náklady na výstavbu této zastávky činily zhruba 21 mil. Kč. Na zastávce se také nachází pamětní deska na počest zesnulého místostarosty města Čelákovice Bohuslava Hnízda, který se zasloužil o vzniku zastávky.

## Rekonstrukce

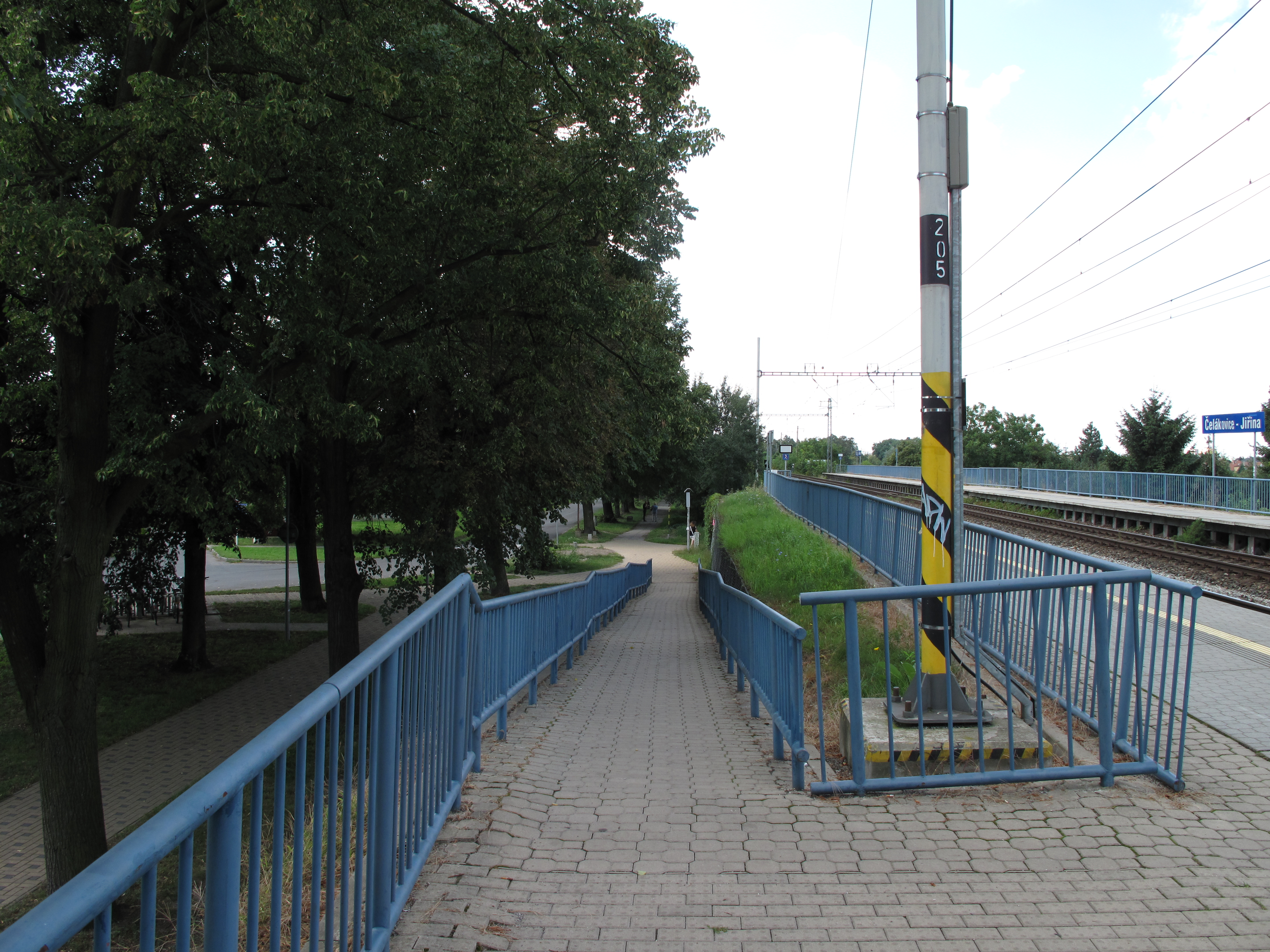
Bezbariérový přístup na zastávku

V letech 2021 až 2022 byla zastávka v rámci rekonstrukce železničního mostu přes Labe a optimalizace trati Praha - Lysá nad Labem kompletně zrekonstruována. Dostala nová nástupiště, nové osvětlení, nový informační systém a nové přístřešky s dotykovou informační tabulí. Úpravou prošlo i okolí zastávky, kde bylo postaveno velké parkoviště.